# Championnats d'Europe de judo 1982
Navigation
Édition précédente Édition suivante
La 31e édition des championnats d'Europe de judo s'est déroulée en ce qui concerne les hommes du 13 au 16 mai 1982, à Rostock, en Allemagne de l’Est, pour les épreuves individuelles. Pour ce qui est de la compétition par équipes, elle a eu lieu à Milan, en Italie, le 2 octobre de la même année (voir article connexe).
 Les championnats d'Europe féminins, toujours dissociés de l’épreuve masculine, ont été organisés en Norvège, en mars (voir article connexe).

## Résultats
| Épreuves             | Or                         | Argent                   | Bronze                                                |
| -------------------- | -------------------------- | ------------------------ | ----------------------------------------------------- |
| - 60 kg super-légers | Khazret Tletseri (URS)     | Atanas Gerchev (BUL)     | Andrzej Dziemianiuk (POL) Klaus-Peter Stollberg (GDR) |
| - 65 kg mi-légers    | Torsten Reißmann (GDR)     | Thierry Rey (FRA)        | Janusz Pawlowski (POL) Josef Reiter (AUT)             |
| - 71 kg légers       | Ezio Gamba (ITA)           | Karl-Heinz Lehmann (GDR) | Magomed Parchiev (URS) Stanislav Tuma (TCH)           |
| - 78 kg mi-moyens    | Mircea Fratica (ROU)       | Shota Khabareli (URS)    | Andrzej Sadej (POL) Neil Adams (GBR)                  |
| - 86 kg moyens       | Alexander Yatskevich (URS) | Mario Vecchi (ITA)       | Bernard Tchoullouyan (FRA) Detlef Ultsch (GDR)        |
| - 95 kg mi-lourds    | Robert Köstenberger (AUT)  | Günter Neureuther (FRG)  | Roger Vachon (FRA) Lajos Molnar (HUN)                 |
| + 95 kg lourds       | Henry Stoehr (GDR)         | Angelo Parisi (FRA)      | Grigory Verichev (URS) Andras Ozsvar (HUN)            |
| Toutes catégories    | Alexey Tyurin (URS)        | Andras Ozsvar (HUN)      | Fred Olhorn (GDR) Arthur Schnabel (FRG)               |

## Tableau des médailles
| Rang | Nation               | Or | Argent | Bronze | Total |
| ---- | -------------------- | -- | ------ | ------ | ----- |
| 1    | Union soviétique     | 3  | 1      | 2      | 6     |
| 2    | Allemagne de l'Est   | 2  | 1      | 3      | 6     |
| 3    | Italie               | 1  | 1      | 0      | 2     |
| 4    | Autriche             | 1  | 0      | 1      | 2     |
| 5    | Roumanie             | 1  | 0      | 0      | 1     |
| 6    | France               | 0  | 2      | 2      | 4     |
| 7    | Hongrie              | 0  | 1      | 2      | 3     |
| 8    | Allemagne de l'Ouest | 0  | 1      | 1      | 2     |
| 9    | Bulgarie             | 0  | 1      | 0      | 1     |
| 10   | Pologne              | 0  | 0      | 3      | 3     |
| 11   | Tchécoslovaquie      | 0  | 0      | 1      | 1     |
| 11   | Royaume-Uni          | 0  | 0      | 1      | 1     |
|      |                      | 8  | 8      | 16     | 32    |

## Sources
- Podiums complets sur le site JudoInside.com.

- Podiums complets sur le site alljudo.net.

- Podiums complets sur le site Les-Sports.info.